# 清史列传
《清史列傳》是清朝史書，编撰人不詳，王鐘翰校閱，凡八十卷。
《清史列傳》記載清朝人物，上起開國功臣费英东，下至清末李鸿章，共有2894篇传记，其中有《列宗室王公》三卷，《大臣劃一傳檔正編》二十二卷，《大臣傳次編》十卷，《大臣傳續編》九卷，《大臣劃一傳檔後編》十二卷，《新辦大臣傳》五卷，《已纂未進大臣傳》三卷，《忠義傳》一卷，《儒林傳》四卷，《文苑傳》四卷，《循吏傳》四卷，《貳臣傳》二卷，《逆臣傳》一卷。《清史列传》内容大量抄自《國朝耆獻類徵》，小部分鈔自《滿漢名臣傳》，列傳較《清史稿》多，其記事亦遠較《清史稿》為詳盡，但由於草稿出於眾之手，各傳精粗程度不同。1976年，王钟翰應中华书局之聘校閱《清史列传》，八年後完成，凡400余万言。